# Masterpiece (chanson)
Pour les articles homonymes, voir Masterpiece (homonymie).
Singles de Madonna
Girl Gone Wild
(2012) Turn Up the Radio
(2012)
Pistes de MDNA
Love Spent
(10) Falling Free
(12)
Masterpiece est une chanson de l'artiste américaine Madonna écrite pour le film W./E. : Wallis & Édouard qu'elle a elle-même coécrit et réalisé. Le morceau est joué lors du générique de fin du film et est inclus dans le douzième album de Madonna, MDNA. La chanson a été envoyée aux radios britanniques le 2 avril 2012 comme single promotionnel. Écrite et composée par Madonna, Julie Frost et Jimmy Harry, produite par Madonna et William Orbit, Masterpiece a reçu des critiques majoritairement positives, louant le contenu des paroles et la performance vocale de Madonna.
La chanson a reçu le Golden Globe de la meilleure chanson originale lors de la 69e édition de la cérémonie le 15 janvier 2012 mais n'était pas éligible pour être nommée aux Oscars dans la catégorie similaire. Une polémique éclata entre Madonna et Elton John le soir de la cérémonie des Golden Globes. Masterpiece a été interprétée avec le trio basque Kalakan pendant le MDNA Tour en 2012.

## Paroles et musique
Avec Masterpiece, Madonna retrouve le producteur William Orbit, qui a précédemment travaillé avec elle sur les albums Ray of Light (1998) et Music (2000), ainsi que sur la chanson Beautiful Stranger (1999). Orbit a également produit cinq chansons de l'album MDNA.
Tandis que la chanteuse était occupée par le tournage de W./E. : Wallis & Édouard, son second film en tant que réalisatrice, son manager Guy Oseary l'a persuadée d'écrire une chanson pour la bande originale. Madonna a déclaré :
« Pendant le tournage et le montage de mon film, Guy Oseary insistait pour que j'écrive une chanson. Je lui ai répondu : “s'il te plait Guy, j'essaie de me concentrer sur mon métier de réalisatrice, c'est sur le film que je veux attirer l'attention des gens, et puis je n'ai pas le temps.” Et quand j'ai fini le film et que j'ai commencé à travailler sur mon album, la chanson est miraculeusement apparue. Alors merci à toi, Guy Oseary, d'avoir été aussi pénible. »
Masterpiece est une ballade mid-tempo. La chanson traite de la difficulté d'aimer une personne qui est un « chef-d'œuvre ». D'après Madonna, les paroles parlent de Wallis Simpson. Selon ses propres mots, la chanson est « à propos d'une femme qui est tombée amoureuse avec cet homme intouchable, inaccessible, qui a été élevé pour devenir roi. Rien n'est indestructible, peu importe qui vous êtes, vous restez un être humain. »

## Accueil critique
Masterpiece a reçu des critiques positives : Bradley Stern de MTV a écrit que la chanson, « avec ses paroles poétiques et sa magnifique orchestration, est à ranger parmi les classiques du catalogue de ballades de Madonna. » D'après une autre critique de MTV, « la chanson n'a pas le style sexy, énergique et malicieux cher à Madonna, elle préfère montrer la sagesse de Madge, avec des paroles bien écrites et une mélodie entêtante. » Michael Cragg du Guardian déclare que la chanson présente une des meilleures performances vocales de l'album MDNA. Neil McCormick du Daily Telegraph qualifie la chanson de « douce et gentille chanson d'amour avec une boucle de guitare hispanisante, une rythme léger et une mélodie gracieuse composée de cordes synthétiques. » Keith Caulfield de Billboard déclare que la chanson est « très jolie » et que la voix de Madonna y est « charmante ».
D'après Kyle Anderson d'Entertainment Weekly, Masterpiece est un retour à la musique que Madonna faisait au milieu des années 1990. Nick Levine du National déclare que la chanson pourrait faire partie de sa compilation de ballades Something to Remember, sortie en 1995. Le blogueur Tyrone S. Reid qualifie la chanson de « classique rappelant l'époque Ray of Light ». L'équipe du site web Idolator a déclaré que la production minimaliste de la chanson leur rappelait beaucoup la période American Life, permettant de « se focaliser sur les charmantes paroles et la belle voix de Madonna. »

## Distinctions

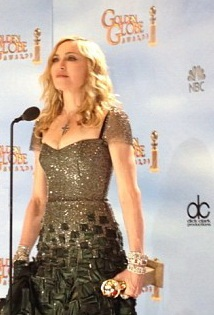
Madonna recevant le Golden Globe de la meilleure chanson originale.

Le 15 janvier 2012, "Masterpiece" a reçu le Golden Globe de la meilleure chanson originale. "Hello Hello", écrite et interprétée par Elton John pour le film d'animation Gnoméo et Juliette était également nommée dans cette catégorie. Sur le tapis rouge, Elton John a déclaré au micro de Carson Daly que Madonna n'avait aucune chance de remporter le prix. Interviewée par la suite, Madonna a commencé par attaquer le chanteur sur sa masculinité en demandant s'il portait une robe, puis elle a conclu par "Que le meilleur homme gagne."
David Furnish, mari d'Elton John et producteur du film Gnoméo et Juliette, a écrit sur Facebook que "la victoire de Madonna aux Golden Globe Awards montre à quel point cette cérémonie est étrangère au mérite". Il a présenté des excuses par la suite en déclarant que sa "passion pour le film" et sa "croyance en la chanson d'Elton" l'ont fait réagir "de façon excessive". Il lui a ensuite souhaité bonne chance pour la première de W.E.
"Masterpiece" n'a pas été éligible pour l'Oscar de la meilleure chanson originale car elle ne fait pas partie du corps du film et qu'elle apparait trop tard dans le générique.

## Performances
"Masterpiece" fait partie des chansons interprétées lors de la tournée MDNA Tour. Madonna la chante accompagnée par le trio basque Kalakan, avec des images du film W.E. sur les écrans.

## Classements
| Classement (2012)              | Meilleure position |
| ------------------------------ | ------------------ |
| Corée du Sud (Gaon)            | 147                |
| Japon (Hot 100)                | 77                 |
| Tchéquie (IFPI Rádio)          | 58                 |
| Royaume-Uni (UK Singles Chart) | 68                 |
| Russie (TopHit)                | 2                  |

| Classement (2012) | Position |
| ----------------- | -------- |
| Russie (TopHit)   | 7        |